# Zenon Leal Porto
Zenon Leal Porto (Paratinga, 27 de janeiro de 1936)  é um político brasileiro, ex-prefeito de Paratinga.

## Biografia
Nascido em Paratinga, Zenon é filho do ex-prefeito José Duarte Porto, que cumpriu mandato em meados de 1945. Também é familiar de outros ex-prefeitos e políticos do município, como Israel Porto Novais, que foi seu primo.
Na infância, estudou em Januária, Minas Gerais, no Colégio Inácio São João e mais tarde em Belo Horizonte no Colégio Batista Mineiro. Também fez curso de contabilidade, que se tornou sua principal profissão.

## Carreira
Ingressou em movimentos políticos de Paratinga e Ibotirama na década de 1950 como uma das principais figuras da Frente Nacionalista Paratinguense. Esse movimento fundou, mais tarde, o jornal O Ibopatinga. Em 1962, concorreu às eleições para prefeito do município contra César Paraíso Cavalcanti, e venceu, iniciando o mandato em abril de 1963.
Como prefeito de Paratinga, seu mandato ficou marcado pelo início da expansão da área de educação municipal, a abertura das primeiras estradas das comunidades rurais de Paratinga, bem como o desenvolvimento de campanhas contra doenças comuns da época, como a doença de chagas. Foi também, durante o mandato de Zenon, a implantação da primeira rede de água da zona urbana do município.
Zenon terminou o mandato em 1967. Na década de 1970, voltou a disputar a prefeitura. Perdeu as eleições para José Antônio de Carvalho, que também tinha sido ex-prefeito da cidade. No final da década de 1980 e início da década de 1990, exerceu atividades financeiras no mandato do ex-prefeito Geraldo Magela Carneiro Porto.
Até o momento, foi o prefeito mais jovem a assumir um mandato em Paratinga.